# Pyra Labs
Pyra Labs er den virksomhed der opfandt ordet "Blog" og skaber af tjenesten Blogger.com. 
Stifterne var Evan Williams og Meg Hourihan.
Selskabets første produkt kaldet "Pyra", var en web-applikation som ville kombinere en projektleder, kontaktlister, og en to-do liste. I 1999 da produktet stadigvæk var i udviklingsfasen, blev formålet ændret til det vi i dag kender som Blogger.com. Offentligheden fik første gang kendskab til produktet i august 1999. Det meste af programmeringen blev udført af Paul Bausch og Matthew Haughey.
Selskabet blev i 2003 opkøbt af Google.